# Li Na (filla de Mao)
Li Na (xinès simplificat: 李讷, pinyin: Lĭ Nè, Yan'an, agost del 1940) és filla de Mao Zedong i de la seva quarta esposa Jiang Qing i única descendència de la parella. Durant la seva infància malgrat tenir un tractament estricte per part dels seus pares sentia una gran estimació i admiració per Mao. Ha declarat que mentre vivia en el centre revolucionari de la Xina, la seva infància la considerava feliç; Mao jugava amb ella i els seus amic i li llegia poemes. No va anar a una escola fins als 10 anys. Algunes vegades anaven a nedar junts i Mao l'animava a no fer servir el salvavides. Mao va procurar que no se sentís una privilegiada. Es va llicenciar en Història a la Universitat de Beijing el 1965. Amb motiu de l'interès del seu pare perquè s'iniciés en la carrera política va començar a treballar de redactora en el diari de l'Exèrcit Popular d'Alliberament. Més endavant va ser membre del Congrés del Partit Comunista el 1973. Va sofrir crisis nervioses i, en sentir-se marginada pels seus pares, va patir una profunda decepció. Es va casar amb Xu, un servent de la família, en donar Mao la seva conformitat però Jiang no considerava el marit adient per a la seva filla. Finalment es van divorciar. Amb una filla, Li Na es va casar amb un guardaespatlles, Wang Jinqing. I després de la caiguda en desgràcia de la seva mare, va abandonar les seves activitats polítiques durant dècades però el 2003 va ocupar ja càrrecs important altre cop (a la Conferència Política Consultiva Popular). Darrerament ha treballat de bibliotecària en el partit i viu discretament a Beijing.

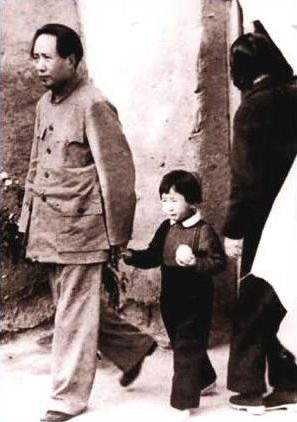
La nena Li Na amb el seu pare (1945)

Mao i Li Na a Beidaihe el juliol de 1960